# Phylloxera intermedia
Phylloxera intermedia är en insektsart som beskrevs av Theodore Pergande 1904. Phylloxera intermedia ingår i släktet Phylloxera och familjen dvärgbladlöss. Inga underarter finns listade i Catalogue of Life.